# Peter Maurus
Peter Maurus (* 11. Dezember 1909 in Hatzfeld, Banat; † 16. November 1968 in München) war ein deutscher Landtagsabgeordneter der CDU in Baden-Württemberg.

## Leben
Maurus wurde 1909 in Hatzfeld im Banat geboren. Er erhielt sein Abitur 1928 am Deutschen Realgymnasium in Temeschburg und studierte anschließend Rechts- und Staatswissenschaften und Volkswirtschaft an den Universitäten Bukarest und Czernowitz. Er wurde 1932 in Cernowitz zum Licentiatus iuris promoviert und praktizierte ab 1938 als selbstständiger Rechtsanwalt und Syndikus der Deutschen Genossenschaft im Banat. Er wurde Generalsekretär der Deutschen Volksgemeinschaft in Rumänien. Ab 1943 war er bei den deutschen Gebirgsjägern auf dem Balkan bis zum Mai 1945, wo er bleibende Schäden erlitt und in Kriegsgefangenschaft geriet. 
Seit 1950 war er in Stuttgart ansässig und arbeitete als freier Wirtschaftsjurist. Ab 1958 war er bis zum Ende der Legislaturperiode Mitglied des Landtags als Nachrücker für Hans Bausch.
Maurus war auch Gründer und Herausgeber der Zeitung Banater Post.

## Familie
Maurus war verheiratet und hatte drei Kinder.